# ماتيلدي هيدالغو
ماتيلدي هيدالغو هي طبيبة وكاتِبة وشاعرة إكوادورية، ولدت في 29 سبتمبر 1889 في مقاطعة لوخا في الإكوادور، وتوفيت في 20 فبراير 1974 في غواياكيل في الإكوادور.